# ハーレイ・クイン
ハーレイ・クイン（英: Harley Quinn）は、DCコミックスの出版するアメリカン・コミックスに登場する架空のスーパーヴィランである。ポール・ディニとブルース・ティムによって創造され、1992年のテレビアニメ『バットマン』で初登場した。

## 概要
ハーレイ・クインはアニメ『バットマン』の第7話「ジョーカーの陰謀（原題:Joker's Favor）」（1992年9月）で宮廷道化師のコスチュームに身を包んだジョーカーのパートナーとして登場した。1994年にグラフィックノベル『The Batman Adventures: Mad Love』が出版され、彼女のオリジンが補完された。このエピソードは後にアニメ『The New Batman Adventures』の第21話「Mad Love」としてアニメ化されている。ハーレイ・クインはジョーカーの共犯者で恋人。彼女はアーカム・アサイラムの精神科医として働いており、ジョーカーは患者だった。ジョーカーと恋に落ち、彼の脱走を助ける。
名前の由来はコメディア・デラルテのハーレクイン。なお、DCコミックスには他にも「ハーレクイン」という名を持つ道化師モチーフのキャラクターが複数いるが、彼女はこれらと綴りは異なる。（他のハーレクインはHarlequin (character)参照）
2011年にリニューアルされたNew 52ではノースリーブトップ、タイトなショートパンツ、ブーツ。髪の色は、前の道化師の帽子のように金髪を半分赤と半分黒に染めている。彼女の新しいオリジンと一致して、ジョーカーに科学薬品のタンクに落とされたため白い肌になった。
2016年にリニューアルされたDC Rebirthではノースリーブトップ、タイトなショートパンツ、ブーツは同様で、それらは赤、青、白で構成されている。髪の色は金髪の右側をピンク、左側を青に染めている。（詳細はHarley Quinn (DC Extended Universe)参照）

## 人物
本名はハーリーン・フランシス・クインゼル（Harleen Frances Quinzel）。
ハーリーンは父ニコラス・クインゼルと母シャロン・クインゼルの間に生まれた。バリー・クインゼルという弟がいる。父親のニコラスが犯罪者だったため、父親を理解するために心理学者となる。ゴッサム・シティのアーカム精神病院に勤務していた頃、担当患者として現れたジョーカーと出会う。職業柄、鬱屈した日々を送っていたハーリーンは問診を続けていく内にジョーカーの陽気な性格に惚れ込み、恋に落ちる。ジョーカーから「ハーレイ・クイン」という名前を与えられ、ジョーカーへの恋愛と犯罪行為に刺激を感じるようになっていった。
2011年にリニューアルされたNew 52以降の設定では、ハーリーンはブルックリンの郊外で育ち、両親と三人の弟がいる。またハーレイ・クインのオリジンも以前の設定を踏襲しつつ「ジョーカーに廃液タンクに投げ込まれたために肌が白くなり、正気を失った」という設定が加わっている。
ハーレイ・クインと名乗るようになってからは殆どの場合アーカム・アサイラムに収監されているが、出所や脱獄した際にはポイズン・アイビーとアパートに同棲している。ポイズン・アイビー、キャットウーマンとは度々「ゴッサム・シティ・サイレンズ」として共謀する。アマンダ・ウォーラーに招集され「スーサイド・スクワッド」にも参加。神出鬼没のジョーカーやその他ヴィランと親しい関係にあるため、バットマンから捜査の協力を求められることもある。

## 書誌情報
- バットマン：マッドラブ (ISBN 978-4796841146) 
  - 小学館プロダクション刊、2000年11月1日発売。
- バットマン：マッドラブ/ハーレイ＆アイビー (ISBN 978-4796870863)
  - 小学館集英社プロダクション刊、2011年3月1日発売。
- バットマン：ハーレイ・クイン (ISBN 978-4864913072)
  - ヴィレッジブックス刊、2016年8月30日発売[4]。
- バットマン：マッドラブ 完全版 (ISBN 978-4796876353)
  - 小学館集英社プロダクション刊、2016年9月21日発売[5]。
- ハーレイ・クイン：ホット・イン・ザ・シティ (ISBN 978-4796875813)
  - 小学館集英社プロダクション刊、2016年2月10日発売[6]。
- ハーレイ・クイン：パワー・アウテイジ (ISBN 978-4796876070)
  - 小学館集英社プロダクション刊、2016年6月15日発売[7]。
- ハーレイ・クイン：キス・キス・バン・スタブ (ISBN 978-4796876636)
  - 小学館集英社プロダクション刊、2017年4月5日発売[8]。
- ハーレイ・クイン：コール・トゥ・アームズ (ISBN 978-4796876698)
  - 小学館集英社プロダクション刊、2017年5月10日発売[9]。
- ハーレイ・クイン：ジョーカーズ・ラスト・ラフ (ISBN 978-4796876759)
  - 小学館集英社プロダクション刊、2017年6月7日発売[10]。
- ハーレイ・クイン：ビッグ・トラブル (ISBN 978-4864913393)
  - ヴィレッジブックス刊、2017年6月30日発売[11]。
- ハーレイ・クイン：ブラック・ホワイト＆レッド (ISBN 978-4796876803)
  - 小学館集英社プロダクション刊、2017年7月5日発売[12]。
- ハーレイ・クイン：ダイ・ラフィン (ISBN 978-4796876919)
  - 小学館集英社プロダクション刊、2017年9月6日発売[13]。
- ハーレイ・クイン：リトル・ブラック・ブック (ISBN 978-4796876421)
  - 小学館集英社プロダクション刊、2017年12月20日発売[14]。
- ハーレイ・クイン：ジョーカー・ラブズ・ハーレイ (ISBN 978-4796877145)
  - 小学館集英社プロダクション刊、2018年3月7日発売[15]。
- ハーレイ・クイン＆バーズ・オブ・プレイ (ISBN 978-4796877909)
  - 小学館集英社プロダクション刊、2020年3月12日発売[16]。
- ハーレイ・クイン：ガールズ・レボリューション (ISBN 978-4796878050)
  - 小学館集英社プロダクション刊、2020年6月18日発売[17]。

## スピンオフ
リル・ゴッサム
バットマン関連のキャラクターたちが三頭身になったシリーズ。
アメコミ・ガールズ
DCコミックスの女性キャラクターを日本のアニメ風にデザインしたシリーズ。
DCコミックス・ボムシェルズ
DCコミックスの女性キャラクターをピンナップガール調にアレンジしたシリーズ。
ゴッサムシティ・ガレージ
DCコミックスの女性キャラクターとオートバイを組み合わせたシリーズ。

## 映画

### 実写映画
スーサイド・スクワッド (2016年)
演 - マーゴット・ロビー、日本語吹替 - 東條加那子
ハーレイ・クインの華麗なる覚醒 BIRDS OF PREY (2020年)
演 - マーゴット・ロビー、日本語吹替 - 東條加那子
ザ・スーサイド・スクワッド “極”悪党、集結 (2021年)
演 - マーゴット・ロビー、日本語吹替 - 東條加那子
ジョーカー:フォリ・ア・ドゥ (2024年)
演 - レディー・ガガ、日本語吹替 - 村中知

### アニメ映画
レゴバットマン ザ・ムービー (2017年)
声 - ジェニー・スレイト、日本語吹替 - 雨蘭咲木子
ニンジャバットマン (2018年)
声 - 釘宮理恵、英語吹替 - タラ・ストロング

## ドラマ
ゴッサム・シティ・エンジェル (2002年-2003年)
演 - ミア・サラ
ARROW/アロー (2013年-)
演 - カシディ・アレクサ、声 - タラ・ストロング
GOTHAM/ゴッサム (2014年-2019年)
演 - フランチェスカ・ルート＝ドットソン
ジェレマイア・ヴァレスカの協力者「エコー」という名前のハーレイ・クインに繋がるキャラクターが登場。

## アニメ

### テレビ・ウェブ
バットマン (1992年-1995年)
声 - アーリーン・ソーキン、日本語吹替 - 伊藤美紀
スーパーマン (1996年-2000年)
声 - アーリーン・ソーキン、日本語吹替 - 伊藤美紀
ジャスティス・リーグ (2001年-2004年)
声 - アーリーン・ソーキン
ゴッサム・ガールズ (2000年-2002年)
声 - アーリーン・ソーキン
ポイズン・アイビー、ハーレイ・クイン、キャットウーマン、バットガールなどバットマン作品に登場する女性キャラクターを中心にしたフラッシュアニメ。
ザ・バットマン (2004年-2008年)
声 - ヒンデン・ウォルチ、日本語吹替 - 矢作紗友里
DCスーパーヒーロー・ガールズ (2015年-現在)
声 - タラ・ストロング、日本語吹替 - 斎藤千和（2015年版）/小見川千明（2019年版）
ヴィランではなくスーパーヒーローとして登場。ワンダーウーマンのルームメイト。
ジャスティス・リーグ・アクション (2016年-2018年)
声 - タラ・ストロング
ハーレイ・クイン（2019年-）
声 - ケイリー・クオコ
バットウィール（2022年-）
声 -チャンドニ・パレク、日本語吹替 - 篠原侑

### 長編アニメ
バットマン:アサルト・オン・アーカム (2014年)
声 - ヒンデン・ウォルチ
バットマン&ハーレイ・クイン (2017年)
声 - メリッサ・ラウシュ
スーサイド・スクワッド:ヘル・トゥ・ペイ (2018年)
声 - タラ・ストロング
異世界スーサイド・スクワッド (2024年)
声 - 永瀬アンナ

## ゲーム
DCユニバース・オンライン (2011年)
声 - アーリーン・ソーキン、ジェン・ブラウン
スーサイド・スクワッド：特殊作戦部隊 (2016年)
映画版の設定を元にしたiOS・Androidで配信されているアプリゲーム。
バットマン テルテイル・シリーズ(2016年)
声 - ローラ・ポスト
レゴ®DCスーパーヴィランズ (2018年)
声 - タラ・ストロング

### アーカムシリーズ
バットマン アーカム・アサイラム (2009年)
声 - アーリーン・ソーキン
バットマン アーカム・シティ (2011年)
声 - タラ・ストロング
バットマン アーカム・ビギンズ (2013年)
声 - タラ・ストロング
バットマン アーカム・ナイト (2015年)
声 - タラ・ストロング

### 対戦型格闘ゲーム
インジャスティス:神々の激突 (2013年)
声 - タラ・ストロング
インジャスティス2 (2017年)
声 - タラ・ストロング
対戦型格闘ゲーム。プレイアブルキャラクターとして登場している。
「Official Harley and Deadshot Trailer - Injustice 2」 - YouTube